# برشاوشان منثني
برشاوشان منثني (الاسم العلمي: Adiantum deflectens) هو نوع من النباتات يتبع جنس البرشاوشان من الفصيلة الديشارية.